# Bucchianico
Bucchianico község (comune) Olaszország Abruzzo régiójában, Chieti megyében.

## Fekvése
A település az Alento és Bucchianico Foro folyók közötti vízválasztó dombvidéken, a megye északnyugati fekszik. Határai: Casacanditella, Casalincontrada, Chieti, Fara Filiorum Petri, Ripa Teatina, Roccamontepiano, Vacri és Villamagna,

## Története
A település első említése a 9. századból származik. Egy bencés kolostor körül alakult ki, amelyet később a ferencesek vettek birtokba. Ennek köszönhetően számos vallási építmény áll a településen (San’Angelo-templom, San Salvatore-templom, San Francesco-templom). A következő századokban nemesi birtok volt. Önállóságát a 19. század elején nyerte el, amikor a Nápolyi Királyságban felszámolták a feudalizmust.

## Népessége
A népesség számának alakulása:

## Főbb látnivalói
- San Francesco-templom - 13. században épült
- San Camillo de Lellis-szentély - 17. században épült. Fontos búcsújáróhely.
- San Salvatore-templom - a 10. században épült